# Lorraine-Dietrich 40 CV
Lorraine-Dietrich 40 CV ist die Bezeichnung für mehrere Fahrzeugmodelle von Lorraine-Dietrich in Frankreich. CV ist ein Hinweis auf Cheval fiscal, der damaligen steuerlichen Einstufung in Frankreich.

## Die Modelle im Einzelnen
- Lorraine-Dietrich Type AFNB, ein Lkw-Modell von 1910
- Lorraine-Dietrich Type DO, ein Pkw-Modell von 1906
- Lorraine-Dietrich Type EO, ein Pkw-Modell von 1907
- Lorraine-Dietrich Type EOB, ein Lkw-Modell von 1907 bis 1908
- Lorraine-Dietrich Type GO, ein Pkw-Modell von 1909 bis 1910
- Lorraine-Dietrich Type MO, ein Pkw-Modell von 1912 bis 1914